# Gare de Poissy-Grande-Ceinture
Ne doit pas être confondu avec Gare de Poissy.
La gare de Poissy-Grande-Ceinture est une gare ferroviaire française, fermée, de la ligne de la grande ceinture de Paris. Elle est située sur la place de la Gare-Grande-Ceinture, quartier de la Bruyère à Poissy, dans le département des Yvelines, en région Île-de-France.
Mise en service en 1882 par la Compagnie des chemins de fer de l'Ouest, elle est fermée en 1943. Le bâtiment d'origine est toujours présent en 2025. Néanmoins, il est prévu qu'elle soit démolie à la fin des travaux du tram13 en 2028.

## Situation ferroviaire
Établie à 47 mètres d'altitude, la gare de Poissy-Grande-Ceinture est située au point kilométrique (PK) 22,853 de la ligne de la grande ceinture de Paris, entre les gares de Saint-Germain-en-Laye-Grande-Ceinture et d'Achères - Grand-Cormier.

## Histoire
Le comte Hippolyte François Jaubert présente le 15 mai 1871, un projet de chemin de fer faisant le tour de Paris, à la commission des Travaux publics de l'Assemblée nationale. Le conseil municipal de Poissy prend connaissance du projet en juillet 1871. La Compagnie des chemins de fer de l'Ouest fait partie des six sociétés gérant le projet ; c'est elle qui s'occupe du segment situé à Poissy. Le conseil municipal demande les procès-verbaux au comité chargé de la commission d'enquête à Versailles puis le prie d'effectuer une demande de modification du trajet auprès de la Compagnie afin que la gare soit plus proche de la ville. En effet, le boulevard du Port est achevé un an plus tôt, reliant en ligne droite le quartier nord de la ville et la route nationale,.
Le 4 mars 1877, le conseil municipal étudie les documents concernant la situation définitive de la gare et le trajet de la voie. Il désapprouve le projet de la Compagnie, la gare se trouvant loin de la ville. Cent quarante habitants signent une pétition en novembre 1878, ce qui incite la municipalité à émettre deux demandes à la Compagnie : d'une part, le maintien du boulevard en ligne droite et la construction d'un pont d'un minimum de douze mètres de large, d'autre part, l'établissement de la gare au plus près du boulevard mais côté ville et non du côté forêt. Le boulevard est finalement dévié et un passage à niveau le traverse ; le chemin de fer passe au-dessus de la route nationale et un remblai est établi.
Le 16 août 1880, le conseil municipal proteste auprès des autorités du département que l'ouvrage est réalisé sans son agrément ; une action en justice est menée. En vain, la gare, achevée en 1881, est construite selon le modèle établi par de l'ingénieur Luneau ; elle est identique aux autres stations de troisième classe de la ligne de la grande ceinture de Paris, notamment à celle de Mareil-Marly.
La « gare de Poissy (grande ceinture) » est officiellement mise en service le 4 septembre 1882, lors de l'ouverture de la section entre les gares de Versailles-Chantiers et Achères « au service de l'exploitation pour les voyageurs et la grande vitesse ». Les autres gares intermédiaires desservies sont : Saint-Cyr (grande ceinture), Noisy-le-Roi, Mareil-Marly, Saint-Germain (grande ceinture). La desserte quotidienne mise en place est de « trois trains dans chaque sens » avec correspondances pour la Bretagne à Versailles et pour Mantes et Pontoise à Achères. Poissy (grande ceinture) est distante de 1 100 mètres de la gare de Poissy.
Au début du XXe siècle, quatorze trains par jour en moyenne circulent de Versailles à Pontoise en passant par cette gare.

Gare et desserte au début des années 1900
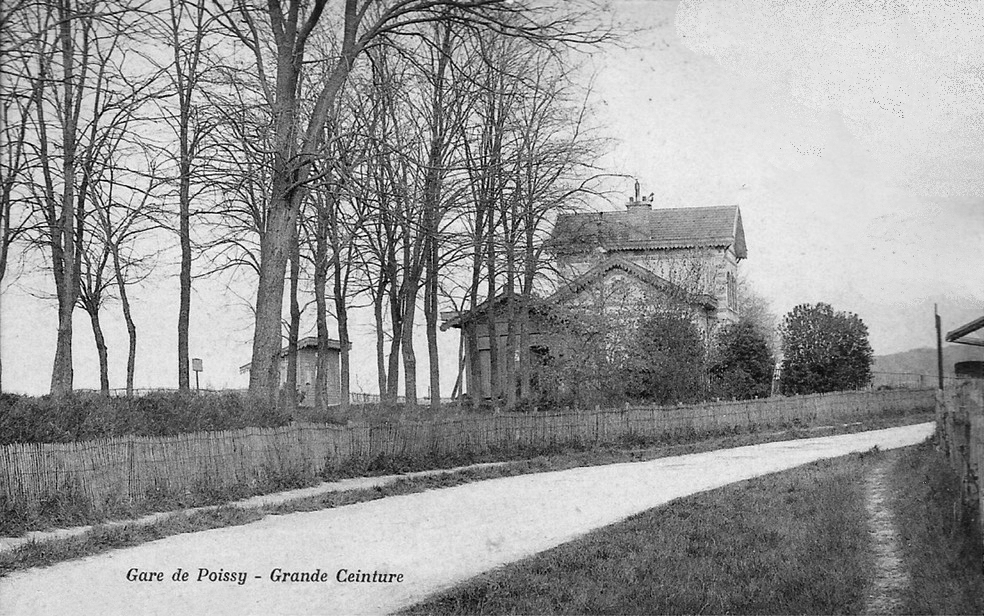
Abords du bâtiment voyageurs.
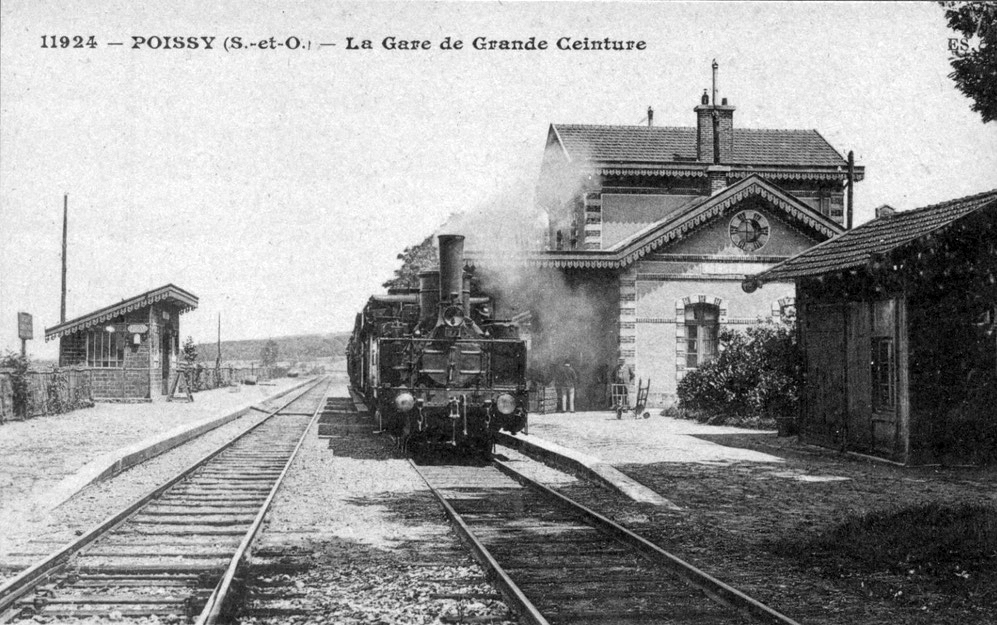
Train desservant la gare.

Trente ans plus tard, le passage à niveau encombre la circulation du boulevard. La construction d'un pont ferroviaire au-dessus de la route nécessite d'importants travaux qui, retardés par la Seconde Guerre mondiale, ne sont achevés qu'après le conflit.
Le service de voyageurs sur la section nord de la Grande Ceinture comprise entre Versailles-Chantiers et Juvisy via Argenteuil cesse le 15 mai 1939. Le maire de Poissy, Alexandre Dubru, est averti de la fermeture de la gare le 18 octobre 1943. Par la suite, deux trains seulement passèrent les samedis et dimanches.

## Patrimoine ferroviaire
Après la fermeture de la gare aux services ferroviaires, le bâtiment voyageurs est fermé et désaffecté. Il est similaire au modèle type utilisé pour toutes les gares de la ligne. Il est construit en 1881, mis en service en 1882 et fermé en 1943.

La gare après sa fermeture
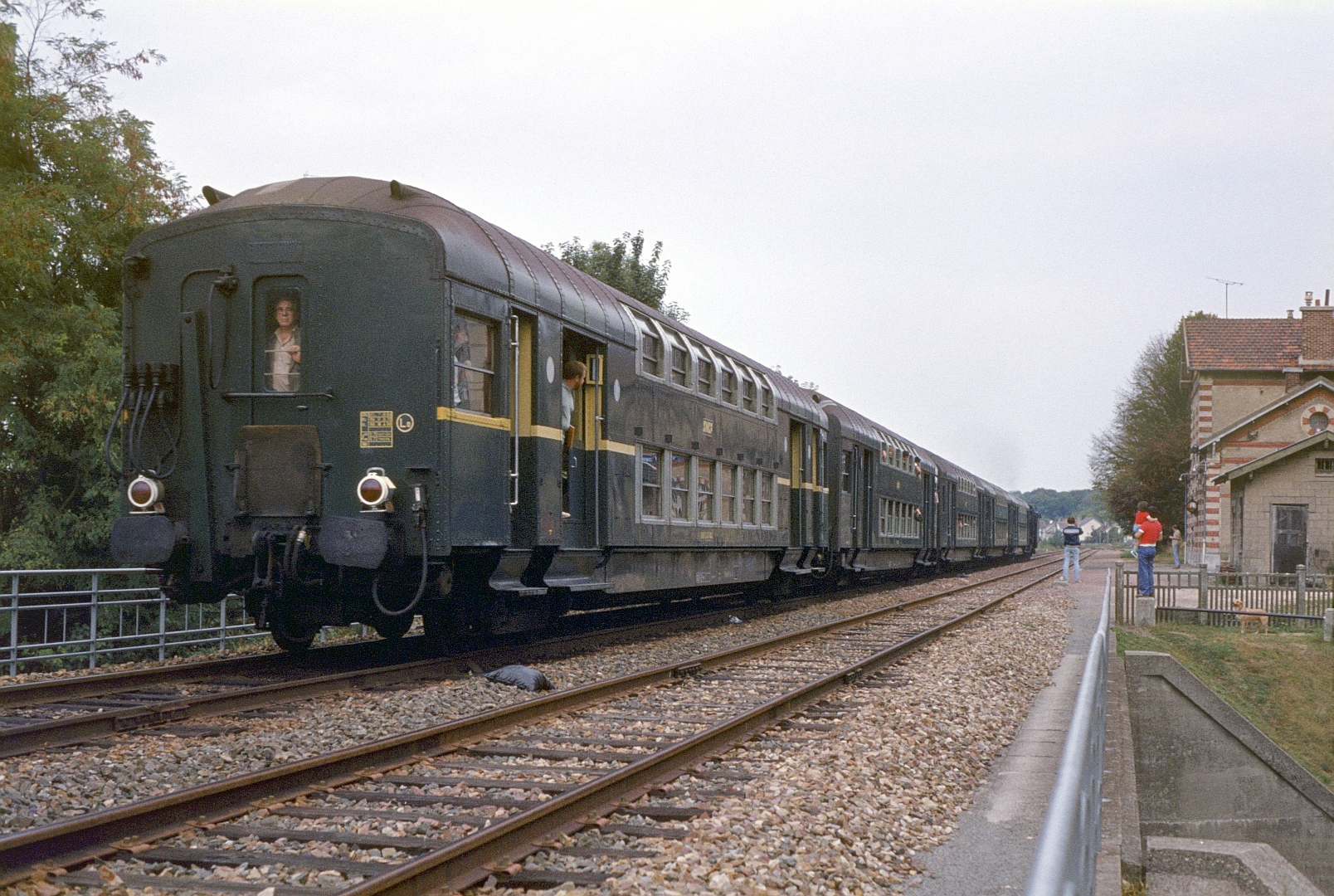
Train spécial composé de voitures à deux niveaux ex-État, en septembre 1982.
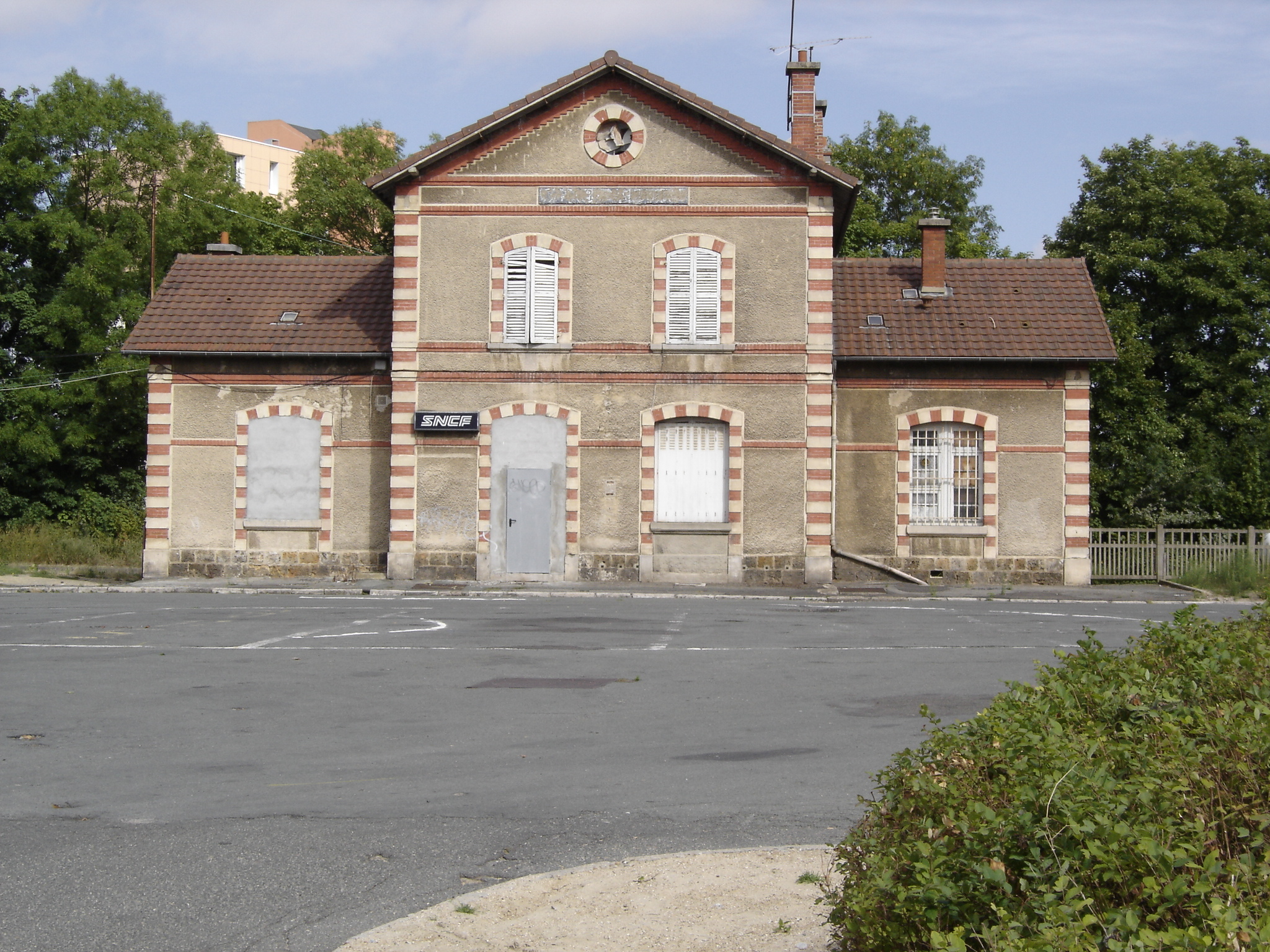
Le bâtiment voyageurs, muré, en août 2008.
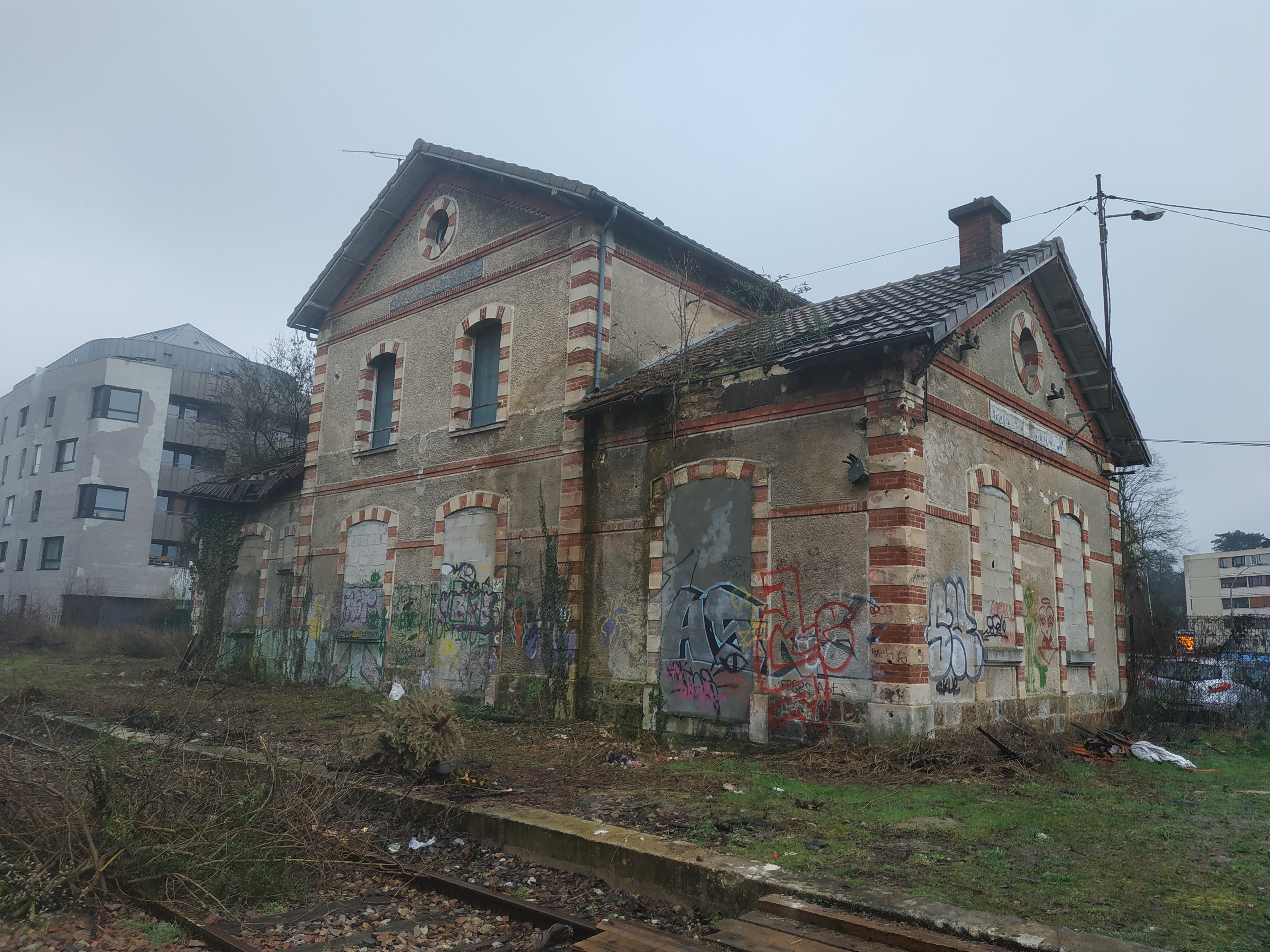
Le bâtiment voyageurs, côté quais en février 2021.

## Projets
En décembre 2012, il n'est pas prévu de réaffectation du bâtiment de la gare de Poissy-Grande-Ceinture, même si l'aménagement d'une station à son niveau, avec l'abaissement des quais pour les rendre compatibles avec le matériel roulant et accessibles aux personnes à mobilité réduite (PMR), à l'horizon 2025, est incluse dans le tracé initial du projet de tram-train de la ligne 13 du tramway d'Île-de-France, laissant à la SNCF et à la ville de Poissy le soin de trouver une affectation au bâtiment. Le tracé urbain quittera donc les voies de la Grande ceinture quelques mètres avant l'arrivée à la gare de Poissy-Grande-Ceinture, pour se diriger vers la gare de Poissy avec une station sur le boulevard Gambetta.
En 2016, la voie est débroussaillée et des reprises partielles de voie sont effectuées pour permettre le passage exceptionnel de 72 trains de matériel, pour approvisionner les travaux menés par la SNCF à Garches, entre le 15 juillet 2016 et le début du mois d'août 2016.
En décembre 2019, la ville de Poissy annonce qu'elle projette, depuis janvier 2019, d'installer une « maison éco-citoyenne tournée vers l'innovation » dans la gare de Poissy-Grande-Ceinture (qui serait menacée de démolition), en lieu et place de celle initialement prévue sur la place de la République. Elle propose, pour cela, de l'acquérir pour un euro symbolique auprès de la SNCF, qui avait sollicité la municipalité par courrier au printemps 2019 sur son intention de détruire le bâtiment.
Le bâtiment est finalement promis à la destruction vers 2028 pour des raisons de cout d'acquisition et d'état de l'ouvrage. Les habitants dénoncent cette situation et lancent une pétition contre la destruction et pour la réaffectation à d'autres usages du bâtiment.